# خیابان سوم
خیابان سوم (انگلیسی: Third Avenue) یک خیابان در منطه‌های منهتن و برانکس شهر نیویورک است.
این خیابان که ۱۷٫۲ کیلومتر طول دارد و از شمال به خیابان فوردهام و از جنوب به میدان کوپر محدود میشود.

## نگارخانه

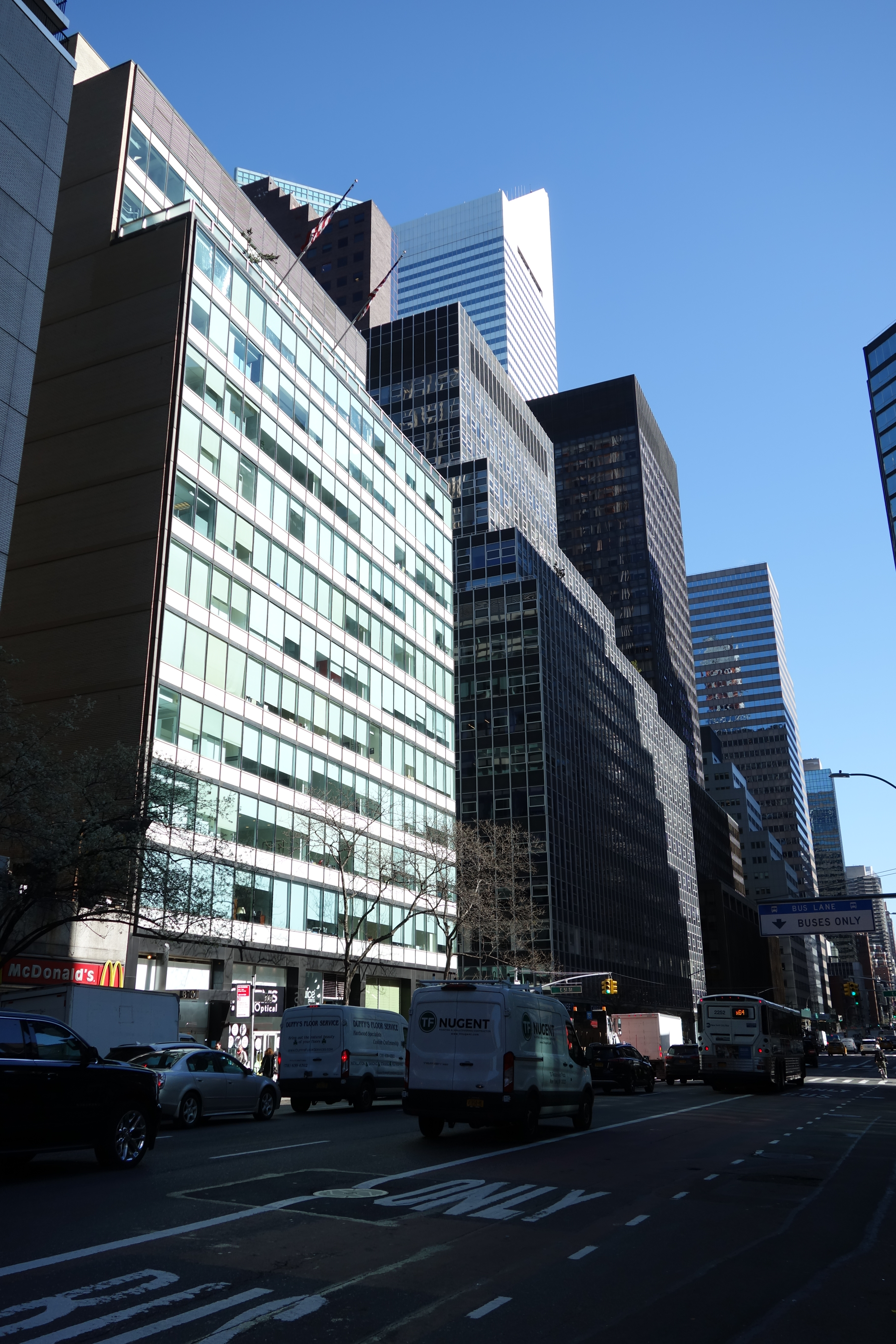
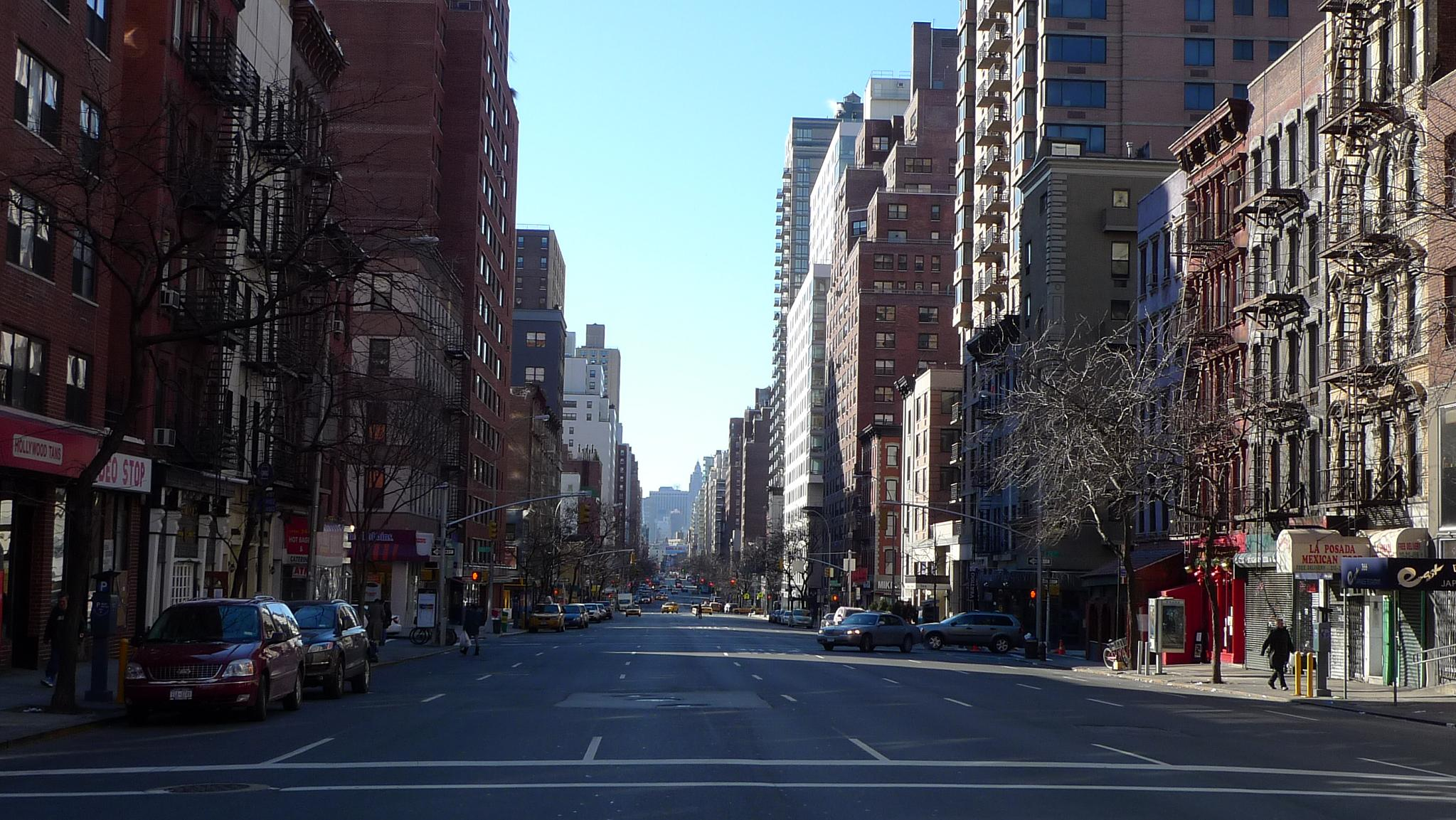
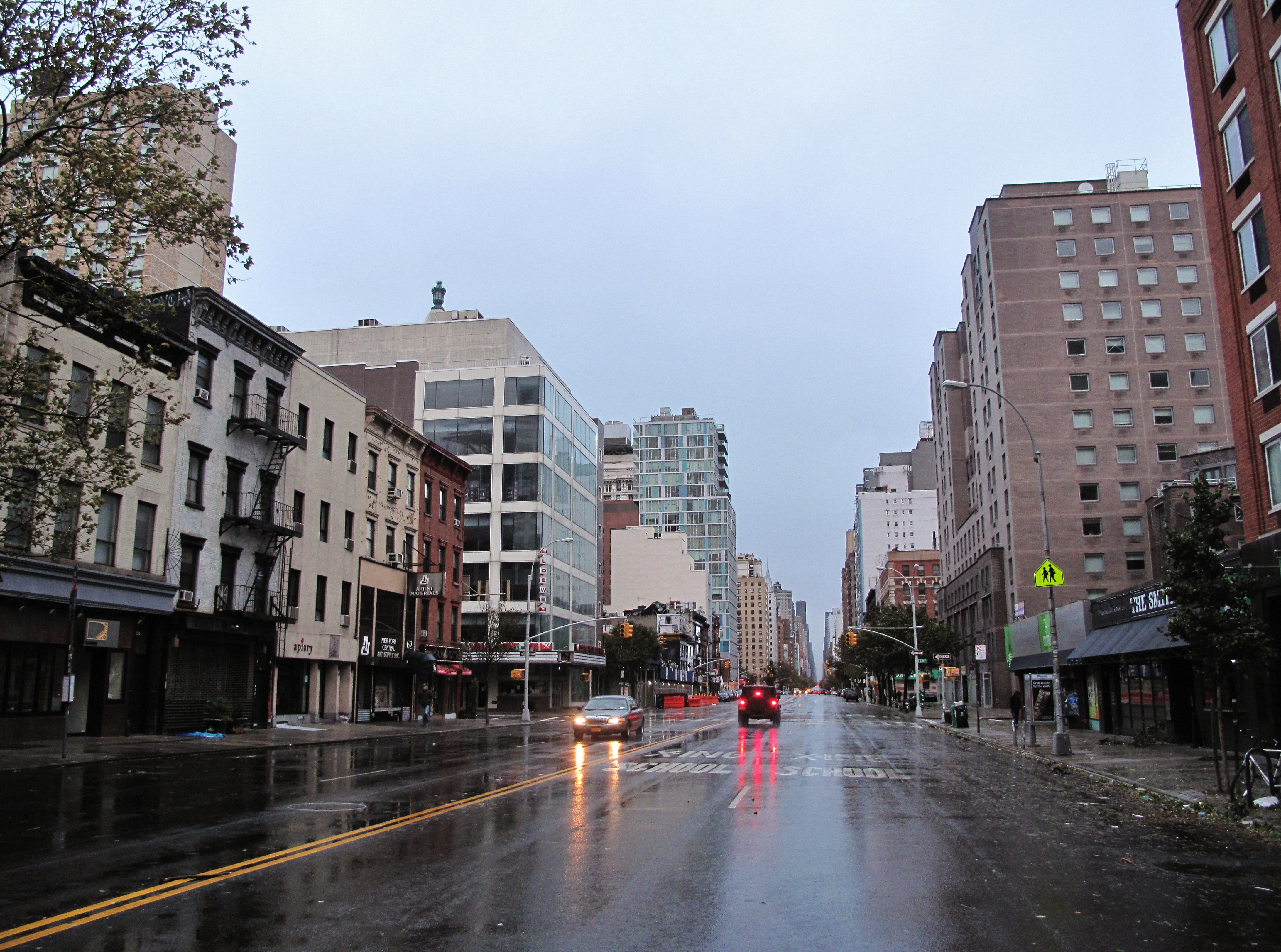
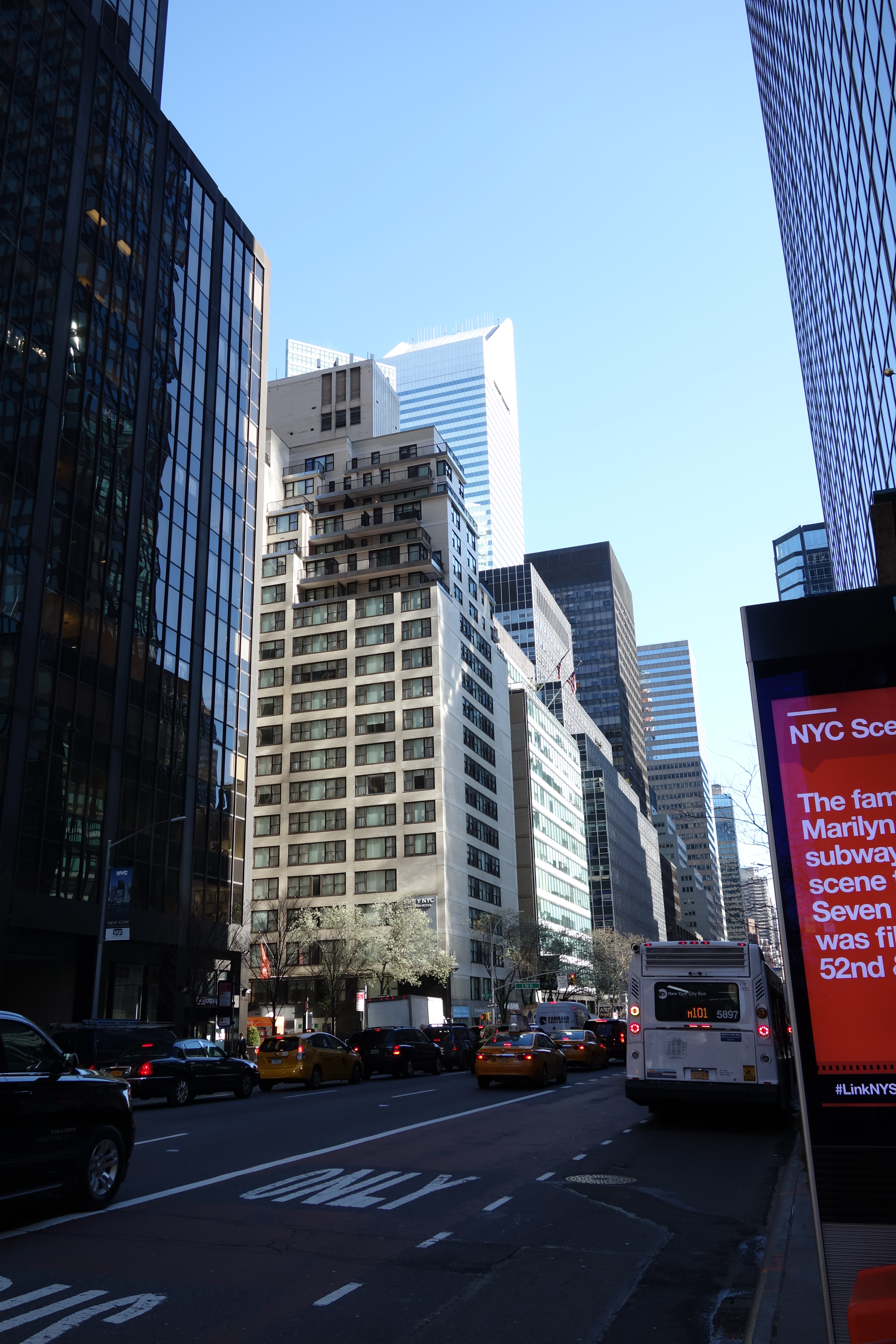